# Amata magila
Amata magila är en fjärilsart som beskrevs av Embrik Strand 1920. Amata magila ingår i släktet Amata och familjen björnspinnare. Inga underarter finns listade i Catalogue of Life.